# Свято-Троїцький собор (Берестечко)
Собор Святої Трійці — чинна мурована церква, пам'ятка архітектури місцевого значення, у місті Берестечку Луцького району Волинської області. Парафія належить до Горохівського деканату Волинської єпархії Православної церкви України. Розташований в самому центрі міста.

## Історія

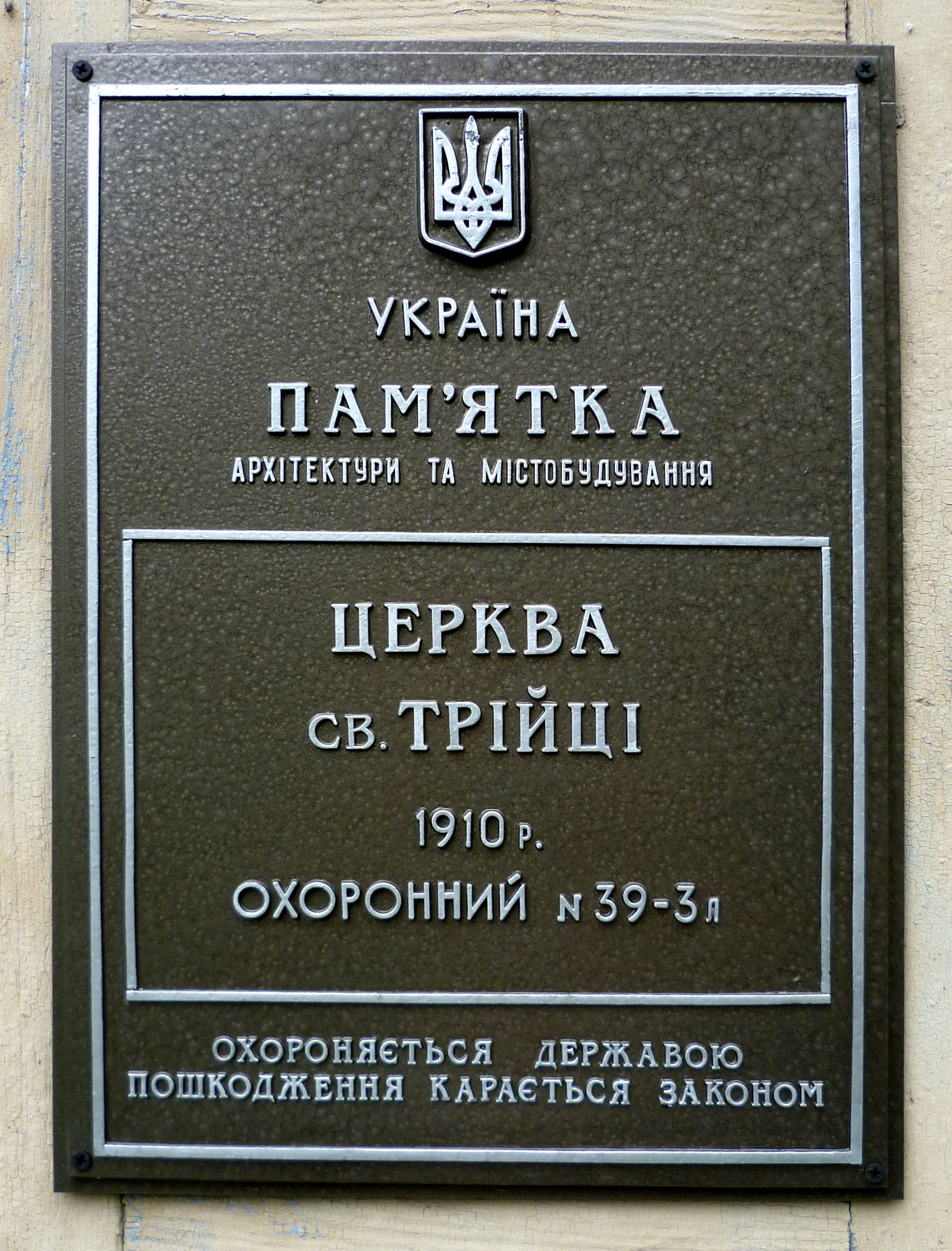

Православні християни Берестечка давно хотіли побудувати власну велику церкву в місті, як пам'ять про загиблих у Берестецькій битві козаків.
У 1910 р. архієпископ Антоній (Храповицький) освятив місце, на якому розпочалося будівництво святині. Його очолив місцевий священик, згодом настоятель цієї церкви, отець Іоан Нікольський. На будівництві собору працювали усі жителі міста, та швидко скластися їх бажанню не вдалось, адже у 1914 році розпочалася Перша світова війна, ворожі війська розібрали колони і пілони собору, його східну стіну пошкодив снаряд, тому будівництво призупинили на десятиліття. У 1927 році вдалося освятити нижній ярус під склепінням головної церкви, стараннями настоятеля храму та місцевих мешканців. У 1932 році собор Святої Трійці увінчали хрестом. У 30-х роках XX ст. польська влада запропонувала православній українській громаді перекрити дахом ще недобудовані стіни собору. Тому до 1938 р. незавершений собор був перекритий куполом на рівні зведених на той час стін.
За проектом архітекторів собор мав складатися з трьох частин — нижньої, основної та верхньої церкви. Однак, через великі труднощі спорудження церкви затягнулося, а після Першої світової війни поляки знову заволоділи Берестечком, і польська влада заборонила звести Верхню церкву, адже тоді б вона стала вищою за місцевий католицький костел. Було збудовано лише основну та нижню церкви.
За радянських часів приміщення церкви використовувалося як склад.
Лише у 1991 році, зі здобуттям незалежності Україною у соборі поновилися Богослужіння. Через декілька років розпочалась добудова церкви, а в 2001 році після відвідин міста президентом України Леонідом Кучмою, було виділено 20 мільйонів гривень на реконструкцію собору. Його було накрито, поставлено 3 мідні куполи та 3 позолочені хрести.
Настоятелем собору в 1991—2019 роках був протоієрей Димитрій Петрущак. У 2010 році собор відзначав своє сторіччя. До цієї знаменної дати був надрукований календар.

## Сучасний стан
У соборі регулярно відбуваються Богослужіння. Час від часу в соборі ззовні та всередині тривають локальні ремонтні роботи.
14 січня 2019 року громада собору проголосувала за перехід до Православної церкви України. Митрополит Луцький і Волинський Михаїл (Зінкевич) призначив настоятелем парафії протоієрея Миколая Качмаря.

## Світлини

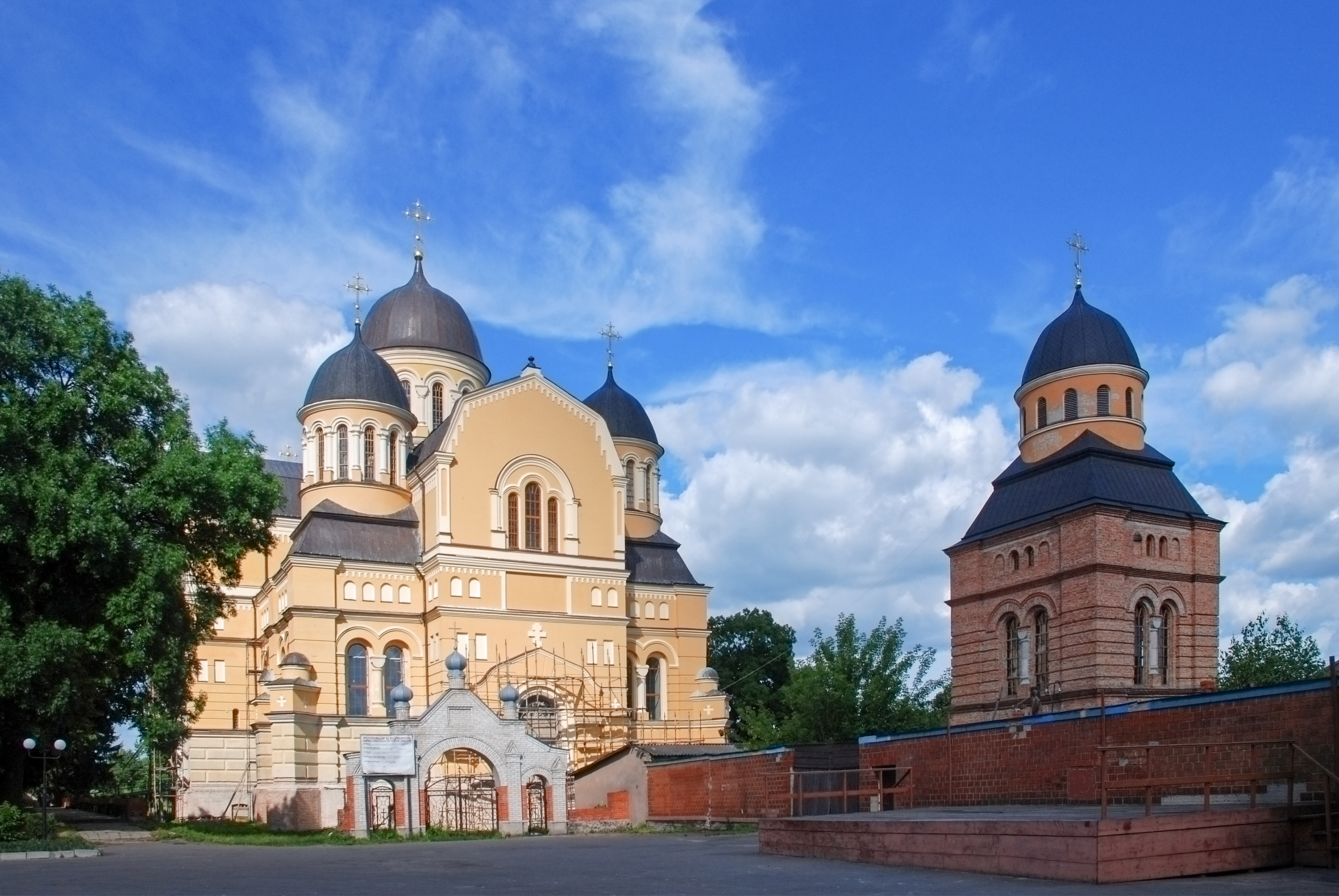
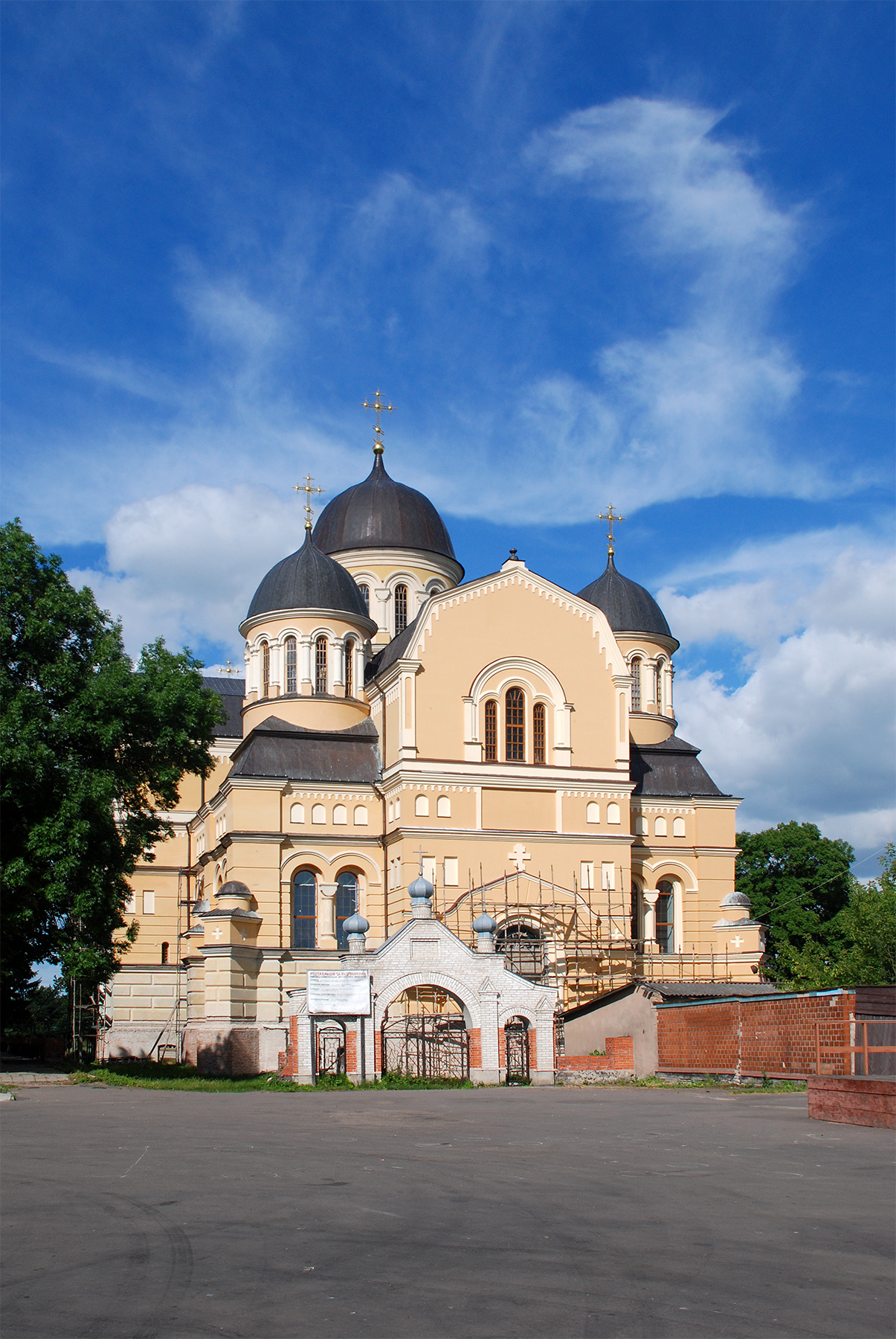
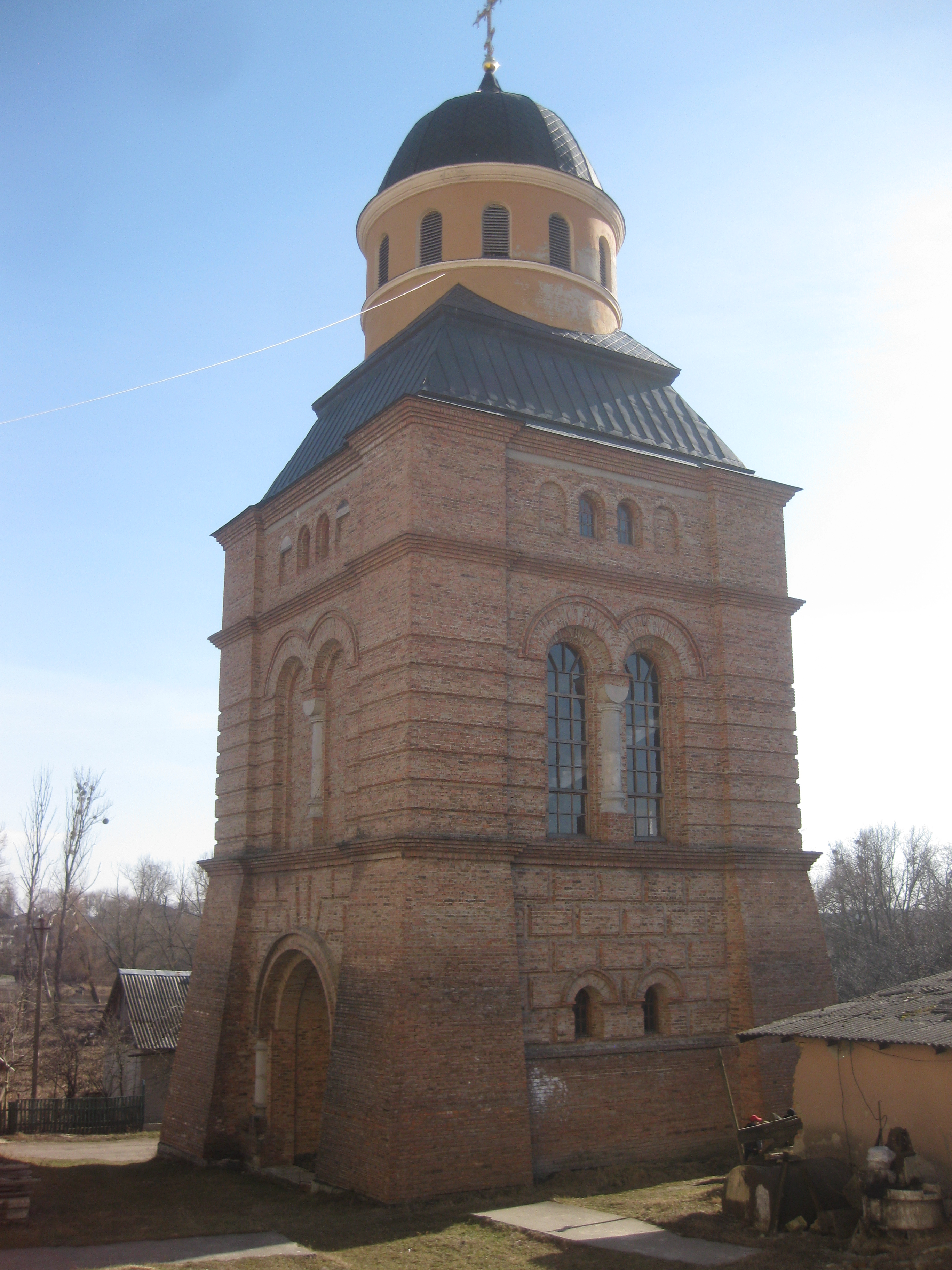